# 沃希托堂区 (路易斯安那州)
沃希托堂區（英語：Ouachita Parish）是位於美國路易斯安那州北部的一個堂區。面積1,639平方公里。根據美國2000年人口普查，共有人口147,250人。治所門羅 (Monroe)。
成立於1805年4月10日，是該州早最的十二個堂區之一。堂區名紀念一支印第安人的聯盟。